# Dryf (hydrobiologia)
Dryf (dryft) to materia i organizmy unoszone w rzece. Licznym składnikiem dryfu są owady wodne (Trichoptera, Ephemeroptera, Plecoptera, Diptera). Dryf nocny różni się od dziennego: owady o nocnej aktywności (ochrona przed drapieżnictwem ryb) częściej porywane są przez nurt wody w nocy. Dryf ma także charakter sezonowy.
Dryf jest mechanizmem dyspersji organizmów w dół cieku. W stadiach imaginalnych obserwuje się  lot kompensacyjny w górę cieku.
Organizmy unoszone w dryfie często zjadane są przez wyspecjalizowanych filtratorów (np. Hydropsychidae, Polycentropodidae (zobacz funkcjonalne grupy troficzne).